# Cicer paucijugum
Cicer paucijugum là một loài thực vật có hoa trong họ Đậu. Loài này được (Popov) Nevski miêu tả khoa học đầu tiên.